# Jan-Erik Lundqvist
Jan-Erik Lundqvist (ur. 14 kwietnia 1937 w Sztokholmie) – szwedzki tenisista, reprezentant w Pucharze Davisa.
W latach 60. Lundqvist zaliczany był do czołowych zawodników w tenisie amatorskim. W rankingu The Daily Telegraph za rok 1964 Szwed uplasował się na 3. miejscu, za Australijczykami Royem Emersonem i Fredem Stollem. W imprezach wielkoszlemowych, zdominowanych w tym okresie przez zawodników australijskich, Lundqvist najdalej doszedł dwukrotnie do półfinału French Open, zarówno w 1961 roku, jak i 1964 roku. Największym sukcesem Lundqvista jest zwycięstwo w międzynarodowych mistrzostwach Włoch w Rzymie w 1964 roku, kiedy pokonał w finale Freda Stolle. Rok później triumfował w halowych mistrzostwach USA, w ćwierćfinale eliminując byłego mistrza Wimbledonu Chucka McKinleya, a w finale pokonując Dennisa Ralstona. Lundqvist wygrał również zawody w Båstad w 1963 roku, był ponadto wielokrotnym triumfatorem narodowych mistrzostw Szwecji.
Znany pod zdrobniałą wersją imienia Janne, przyczynił się znacznie do popularyzacji tenisa w Szwecji także dzięki występom w Pucharze Davisa. Lundqvist był jednym z aktywniejszych reprezentantów Szwecji, pozostaje m.in. rekordzistą kadry pod względem liczby wygranych pojedynków singlowych (47 zwycięstw przy 16 porażkach). Występował (z przerwami) w zespole narodowym w latach 1957–1970, mając udział (poza finałem międzystrefowym w 1964) w awansie do trzech finałów strefy europejskiej (1960 i 1961 porażki z Włochami, 1963 porażka z Wielką Brytanią) oraz do półfinału strefy międzystrefowej w 1962 roku (porażka z Meksykiem).
Lundqvist, który w 1960 roku odrzucił propozycję byłego tenisisty i słynnego promotora Jacka Kramera przejścia na zawodowstwo, po zakończeniu kariery kontynuował działalność na rzecz popularyzacji szwedzkiego tenisa jako publicysta i komentator telewizyjny i radiowy. Wydał m.in. książki Tokig i tennis (1964) i Tennis för miljoner (1968). Przez kilkadziesiąt lat prowadził w Sztokholmie popularne centrum tenisowe. W 2004 roku został wpisany do Hall of Fame tenisa szwedzkiego.